# Mudaria arida
Porphyrinia arida is een vlinder uit de familie van de uilen (Noctuidae). De wetenschappelijke naam van de soort is voor het eerst geldig gepubliceerd in 1913 door Rothschild.
De soort komt voor in Algerije